# Straw Hat
『Straw Hat』（ストロー・ハット）は、1985年7月21日にCBS・ソニーから発売された松本典子の1stオリジナル・アルバム。規格品番は、LP：28AH-1901 / CT：28KH-1719 / CD：32DH-264。 

## 解説
1985年3月21日に「春色のエアメール」でデビュー、続く2ndシングル「青い風のビーチサイド」も収録した松本典子の1stアルバム。
上記デビュー曲はアルバム・バージョンで収録された。
発売当時の帯コピーは「木もれ陽のスロープに乗せて、あなたに届けます ―胸いっぱいの夏。」
初回特典として、LPレコードジャケットサイズでディスクジャケットと同じデザインのポリプロピレン製バッグが店頭で進呈された。

## 制作
作家陣として、デビュー曲を提供したEPOに始まり、作詞には発売当時、若手新鋭作詞家と言われていた麻生圭子がアルバム楽曲大半を手掛け、三浦徳子が数曲を手掛けている。
作曲陣は女性アイドルの楽曲を多く手掛ける岸正之を中心に、シンガーソングライターの矢野顕子、柴矢俊彦、佐藤健、上田知華らが名を連ねる。
編曲陣は船山基紀、大村雅朗、武部聡志、笹路正徳、入江純など、アイドル・ポップスを数多く手掛ける音楽プロデューサーが勢揃いして楽曲の世界観を広げている。

## 再発盤
CDは1985年の初盤リリース以来、長きにわたり再発売が為されていなかったが、松本典子がデビュー25周年を迎えた2010年、ソニー・ミュージックwebによる廃盤再プレス企画「オーダーメイドファクトリー」において、本作の再プレスに関して必要な購入予約数を設定・提示して購入を呼びかけたところ、後日、本作に関する購入予約数の合計が規定数に達したと発表され、その後ボーナス・トラック2曲（シングル「春色のエアメール」A面/B面両曲）を追加し『Straw Hat+2』として再発売が実現・販売開始された。

## 収録曲

### LP・CT

#### SIDE A
1. いっぱいのかすみ草
作詞：麻生圭子 / 作曲：柴矢俊彦 / 編曲：丸山恵市
2. ふたりだけのNEWSのままで
作詞：麻生圭子 / 作曲：岸正之 / 編曲：笹路正徳
3. ジンジャー
作詞：麻生圭子 / 作曲：矢野顕子 / 編曲：武部聡志
  - 2枚目のシングル「青い風のビーチサイド」のB面曲。
4. なるほどネ!!
作詞：三浦徳子 / 作曲・編曲：大村雅朗
5. 春色のエアメール（Album Version）[注 1]
作詞・作曲：EPO / 編曲：大谷和夫

#### SIDE B
1. Good-byeあなた色の街
作詞：三浦徳子 / 作曲：佐藤健 / 編曲：入江純
2. 木もれ陽のフェアリー
作詞：ちあき哲也 / 作曲・編曲：船山基紀
3. グリーンの夏
作詞：麻生圭子 / 作曲：上田知華 / 編曲：武部聡志
4. 青い風のビーチサイド
作詞：麻生圭子 / 作曲：岸正之 / 編曲：船山基紀
5. レモネードの午后
作詞：麻生圭子 / 作曲：岸正之 / 編曲：入江純

### CD
1. いっぱいのかすみ草
2. ふたりだけのNEWSのままで
3. ジンジャー
4. なるほどネ!!
5. 春色のエアメール（Album Version）
6. Good-byeあなた色の街
7. 木もれ陽のフェアリー
8. グリーンの夏
9. 青い風のビーチサイド
10. レモネードの午后

### 『Straw Hat+2』
1. いっぱいのかすみ草
2. ふたりだけのNEWSのままで
3. ジンジャー
4. なるほどネ!!
5. 春色のエアメール（Album Version）
6. Good-byeあなた色の街
7. 木もれ陽のフェアリー
8. グリーンの夏
9. 青い風のビーチサイド
10. レモネードの午后
[ボーナス・トラック]
11. 春色のエアメール（Single Version）
作詞・作曲：EPO / 編曲：大谷和夫
12. 秘密の17才
作詞・作曲：小坂明子 / 編曲：鷺巣詩郎
  - 「春色のエアメール」のB面曲。